# Kariera Nikodema Dyzmy (serial radiowy)
Kariera Nikodema Dyzmy – polski 10-odcinkowy serial radiowy z 1979 roku zrealizowany przez Teatr Polskiego Radia. Słuchowisko jest adaptacją powieści Tadeusza Dołęgi-Mostowicza o tym samym tytule z 1931 roku.
Reżyserem serialu jest Juliusz Owidzki, a autorem adaptacji Robert Długoborski. Odcinki miały premierę na falach Polskiego Radia od 12 grudnia 1979 do 2 stycznia 1980 w ramach cyklu "Codziennie powieść w wydaniu dźwiękowym". 
W sierpniu 2020 krótkie fragmenty serialu były emitowane przez Program I w cyklu "Lektury Jedynki".
W czasie emisji serialu radiowego trwała również produkcja serialu telewizyjnego, który miał premierę kilka miesięcy po emisji radiowej.

## Obsada
- Marian Kociniak – Nikodem Dyzma
- Joanna Jędryka – Nina Kunicka
- Ignacy Machowski – Leon Kunicki
- Grażyna Barszczewska – Kasia Kunicka
- Jerzy Kryszak – Zygmunt Krzepicki
- Witold Dębicki – Żorż Ponimirski
- Janusz Bylczyński – Wacław Wareda
- Henryk Machalica – minister Jaszuński
- Jerzy Zass – Terkowski
- Jacek Jarosz – sekretarz
- Zbigniew Kryński – dyrektor
- Hanna Maria Giza – Mańka Barcik
- Bohdana Majda – Walentynowa
- Marek Kępiński – Szumski
- Ewa Krasnodębska – ciotka Przełęska
- Jan Żardecki – Ulanicki
- Jan Koecher – dyrektor Olszański
- Marian Łącki – urzędnik
- Stanisław Żeleński – prezes
- Kazimierz Zarzycki – majster
- Jerzy Kaliszewski – poseł Laskownicki
- Jan Kociniak – Ambroziak
- Małgorzata Lorentowicz – księżna Roztocka
- Henryk Łapiński – Malinowski
- Ewa Milde-Prus – Lala Koniecpolska
- Piotr Pawłowski - książę Tomasz Roztocki
- Bogusław Stokowski – Ignacy
- Ludmiła Terlecka – baronowa Lesner
- Jan Tesarz – Boczek
- Wiktor Zborowski – Franek
- Bohdan Ejmont – Czerpak
- Adrianna Godlewska – Stella
- Ryszard Nadrowski – Wandryszewski
- Zdzisław Tobiasz – minister Pilchen
- Krystian Tomczak – przewodniczący
- Janusz Mond – spiker
- Wiesław Drzewicz – Reich
- Wojciech Zagórski – policjant
- Roman Bartosiewicz – komisarz
- Gustaw Kron – mecenas
- Tadeusz Grabowski – woźny
- Joachim Lamża – policjant
- Maciej Sławiński – agronom
- Janusz Kłosiński – starosta
- Andrzej Kopiczyński – dyrektor Litwinek
- Barbara Bursztynowicz
- Halina Jezierska
- Wojciech Zagórski
- Janusz Paluszkiewicz
- Andrzej Tomecki
- Edward Sosna
- Jerzy Wicik
- Stanisław Staniek